# Epania discisa
Epania discisa är en skalbaggsart som beskrevs av Holzschuh 2006. Epania discisa ingår i släktet Epania och familjen långhorningar. Inga underarter finns listade i Catalogue of Life.